# Dierrey-Saint-Julien

Dierrey-Saint-Julien este o comună în departamentul Aube din nord-estul Franței. În 1 ianuarie 2022 avea o populație de 274 de locuitori.